# Мугреевское сельское поселение
Мугре́евское се́льское поселе́ние — упразднённое муниципальное образование в Южском районе Ивановской области Российской Федерации.
Административный центр — село Мугреевский.

## Географические данные
- Общая площадь: 101,87 км²
- Расположение: восточная часть Южского района
- Граничит:
  - на севере, востоке и юго-востоке — с Пестяковским районом Ивановской области
  - на юге — с Талицким сельским поселением
  - на западе — с Мугреево-Никольским сельским поселением

## История
Образовано 24 февраля 2005 года, в соответствии с Законом Ивановской области № 53-ОЗ «О городском и сельских поселениях в Южском муниципальном районе».
Законом Ивановской области от 11 апреля 2017 года № 24-ОЗ Талицкое и Мугреевское сельские поселения были преобразованы, путём их объединения, в Талицко-Мугреевское сельское поселение с административным центром в селе Талицы.

## Население
| 2002 | 2010 | 2011 | 2012 | 2013 | 2014 | 2015 |
| ---- | ---- | ---- | ---- | ---- | ---- | ---- |
| 949  | ↘789 | ↘785 | ↘783 | ↘767 | ↘743 | ↘722 |
| 2016 | 2017 |      |      |      |      |      |
| ↘693 | ↘677 |      |      |      |      |      |

## Состав сельского поселения
В состав сельского поселения входят 2 населённых пункта:
| № | Населённый пункт | Тип населённого пункта       | Население |
| - | ---------------- | ---------------------------- | --------- |
| 1 | 56 Пикет         | деревня                      | 0         |
| 2 | Мугреевский      | село, административный центр | ↘743      |

## Местное самоуправление
Администрация сельского поселения находится по адресу: 155646, Ивановская область, Южский район, с. Мугреевский, ул. Советская, д. 20.
Глава администрации — А. В. Зубов .